# Jorge Ramón Cáceres
Jorge Ramón Cáceres (Santiago del Estero, Argentina, 7 de enero de 1948-Santiago del Estero, Argentina, 8 de enero de 2025), fue un futbolista argentino que se desempeñaba como delantero, también posee la nacionalidad colombiana por lo que pudo jugar para la selección de Colombia. 
En su carrera defendió las camisetas de América de Cali, Deportivo Pereira y Atlético Bucaramanga en Colombia y la de San Martín de Tucumán de Argentina.

## Trayectoria
Inició su carrera profesional con San Martín de Tucumán de Argentina, en la década de los 70 por aquellos años el equipo tucumano era uno de los participantes frecuentes en los Torneos nacionales de la AFA, con los Santos disputaría 3 temporadas destacándose como máximo goleador del equipo en el campeonato de 1972 con 4 tantos gracias a su buena temporada Guillermo Reinoso, que jugó en América de Cali y la selección argentina lo recomendó al entonces gerente del equipo Álvaro Guerrero Yanci, llegó a Colombia en enero de 1973 y jugaría el resto de su carrera en suelo Cafetero.
En su primera temporada con América (1973) marcó 18 goles siendo dirigido por su compatriota Jorge “Finito” Ruiz con quien tuvo algunos inconvenientes y en el remate de la temporada por el Yugoslavo Vilic Simo, ese año los escarlatas no trascendieron en la tabla sin embargo, un hecho importante se dio en la disputa del clásico después de dos años sin victorias, los diablos rojos ganaron 3-1 con dos goles de Cáceres y uno de Armando ‘Mudo’ Torres por su desatacada actuación el comentarista deportivo Rafael Araujo Games le coloca el remoquete por el que se hizo conocido en el ámbito futbolero "La Fiera". Para la temporada 1974 América ya era dueño de su pase, inexplicablemente finalizada la primera etapa del campeonato el técnico Simo declara que Jorge Ramón debe salir del equipo. El balcánico no le dio oportunidades ya que solo jugó 7 partidos para convertir 2 goles, al final se marchó cedido al Atlético Bucaramanga, donde en 16 partidos anotó 12 goles. La temporada siguiente defendería los colores del Deportivo Pereira logrando 35 goles para terminar con el botín de oro y siendo una pieza importante en elenco matecaña.
En 1976 América se rearma y la nueva Junta Directiva inició el retorno de la escuela Argentina a las toldas escarlatas, inicialmente es contratado el técnico Antonio D’Accorso y se confirma el retorno de La "Fiera" tras una temporada muy modesta en la que los escarlatas remataron penúltimo Cáceres sería la máxima figura alcanzando el botín de bronce con 28 goles. En la temporada 77 lograría 20 tantos haciendo una dupla de lujo con Oscar “Pinino” Mas que alcanzaría 15, 1978 sería otro gran año logrando la suma de 32 goles. Para 1979 América realiza una de las vinculaciones más importantes de su historia contratando a Gabriel Ochoa Uribe como DT, con el médico obtendrían su primera estrella siendo "la Fiera" uno de los protagonistas de la temporada y figura indudable del equipo con 19 anotaciones, la temporada 1980 alcanzaría 16 goles por campeonato y debutaría en Copa Libertadores sin lograr goles, antes de culminar la temporada 1981 se retira del equipo, después se fue a vivir a la ciudad de Barranquilla con su familia, nunca trabajó más en el fútbol ni como técnico ni empresario. En el año 2007 fue homenajeado por la gran cantidad de goles marcados con la divisa roja y recibió el trofeo al segundo goleador histórico de América de Cali.

## Clubes
| Club                  | País      | Año         | PJ  | Anotado |
| --------------------- | --------- | ----------- | --- | ------- |
| San Martín de Tucumán | Argentina | 1970 - 1972 | 17  | 5       |
| América de Cali       | Colombia  | 1973 - 1974 | 51  | 20      |
| Atlético Bucaramanga  | Colombia  | 1974        | 16  | 12      |
| Deportivo Pereira     | Colombia  | 1975        | 42  | 35      |
| América de Cali       | Colombia  | 1976 - 1981 | 236 | 116     |
| Total                 |           |             | 362 | 186     |

- Sólo se cuentan los goles en Competencias oficiales

## Selección nacional
Nunca jugó para la Selección de Argentina pero con Selección Colombia jugo 3 partidos de eliminatorias al mundial Argentina 1978 y jugó 3 partidos amistosos en 1977; siendo uno de los pocos extranjeros que defendió el tricolor cafetero.

### Participaciones en Eliminatorias al Mundial
| Torneo                        | Resultado        | Partidos | Goles |
| ----------------------------- | ---------------- | -------- | ----- |
| Eliminatorias Mundial de 1978 | 3° lugar Grupo I | 3        | 0     |

## Palmarés

### Como jugador
| Título             | Club            | País     | Año  |
| ------------------ | --------------- | -------- | ---- |
| Copa Simón Bolívar | América de Cali | Colombia | 1976 |
| Primera División   | América de Cali | Colombia | 1979 |

### Distinciones individuales
| Distinción                                                       | Año  |
| ---------------------------------------------------------------- | ---- |
| Goleador del Campeonato Colombiano (35 goles)                    | 1975 |
| Trofeo Segundo goleador histórico de América de Cali (137 goles) | 2007 |